# Sylíkou
Sylíkou (grec moderne : Συλίκου) est un village chypriote situé dans le district de Limassol et comptant plus de 137 habitants.